# Campionato italiano di hockey in-line
Il campionato italiano di hockey in-line viene organizzato dalla Federazione italiana hockey e pattinaggio. 
È suddiviso in:
- Campionato italiano maschile di hockey in-line
- Campionato italiano femminile di hockey in-line